# Čchan

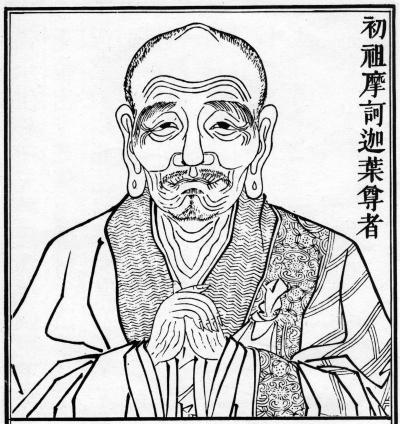
Mahákášjapa, první patriarcha Čchanu

Čchan je čínský výraz odpovídající sanskrtskému džhána a označující specifickou formu buddhismu, známou na západě pod japonským jménem zen. Čchan vznikl v Číně pravděpodobně v 6. století, podle tradice byl v této době přinesen do Číny indickým mnichem Bódhidharmou. Avšak je zřetelné, že tato buddhistická škola byla silně ovlivněna taoismem a obecně i čínským způsobem uvažování kladoucí silný důraz na intuici na rozdíl od Indie, kde byla vždy zdůrazňována racionální analýza a systematické rozebírání nauky. 

## Historie

### Počátek

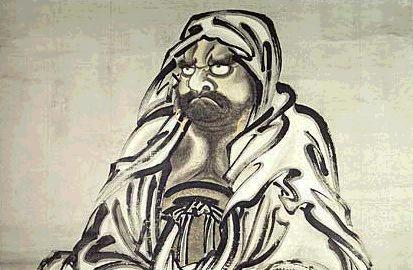
Bódhidharma

Dle tradice přinesl čchan (zen) z Indie do Číny Bódhidharma, 28. patriarcha čchanu a první patriarcha čchanu v Číně. Podle této legendy se měl čchan v Číně objevit v 6. století. Mnoha badateli je však existence Bódhidharmy zpochybňována, údajně byla tato postava později vymyšlena, aby se tak prokázala návaznost specificky čínského buddhismu na indickou buddhistickou tradici. 
Bódhidharma předal učení (dharmy) svému žáku jménem Chuej-kche, předání spočívalo v darování roucha (jap. kesa) a misky, které putovaly mezi patriarchy již od dob samotného Buddhy. Takto v tichosti se učení předávalo až do doby pátého patriarchy Chung-žena. Zpočátku byl tedy čchan neznámou sektou, která prozatím neměla hlubší vliv na čínskou společnost. Ke změně mělo dojít v době předání učení šestému a poslednímu patriarchovi Chuej-nengovi v 7. století, kdy došlo k prvnímu rozkolu uvnitř čchanu a ke vzniku tzv. severní školy, z které později vzešlo mnoho významných učitelů čchanu.

### První rozkol

Chuej-neng

V 8. století se Číně objevují dvě školy čchanu – tzv. severní a jižní škola. Podle stoupenců jižní školy původ tohoto rozkolu sahal do 7. století, kdy měl pátý patriarcha čchanu předat své učení Chuej-nengovi, zakladateli jižní školy čchanu – tzv. školy náhlého osvícení. Pátý patriarcha Chung-žen však předání učinil v tajnosti ze strachu o Chuej-nengův život. Všeobecně předpokládaným kandidátem na patriarchát byl Šen-siou a podle jeho stoupenců (tzv. severní škola) se patriarcha skutečně stal. Chuej-nengovi bylo nakonec údajně usilováno o život žárlivými stoupenci Šen-sioua, musel proto uprchnout do hor, kde se skrýval 10 let, nežli mohl začít veřejně vyučovat. Chuej-neng měl nesmazatelný vliv na vývoj čchanu a je mu přisuzováno autorství Tribunové sútry, jednoho z nejvýznamnějších textů čínského buddhismu. 
Tento příběh je však většinou badatelů považován za čistě legendární. Šen-siou byl oficiálně považován za nástupce Chung-žena, dosáhl velkého věhlasu, byl pozván do hlavního města, kde nakonec strávil v podstatě zbytek svého života. V 8. století se objevuje tzv. jižní škola čínského zenu, jejíž stoupenci začali zpochybňovat Šen-siouvo nástupnictví, a aby doložili své tvrzení a i nadřazenost své tzv. jižní školy nad severní větví čchanu, údajně přišli s příběhem o tajném předání dharmy Chuej-nengovi. Právě soupeření mezi oběma školami zenu v 8. století je první historicky doloženou událostí v dějinách čchanu. 
Ať už je pravda jakákoli, rozhodně rivalita mezi Chuej-nengem a Šen-siouem, která dokonce vyústila v usilování o život Chuej-nenga, bude nejspíš výmyslem pozdějších řevnivců. Traduje se, že sám Šen-siou žádal císaře, aby pozval do hlavního města jeho přítele Chuej-nenga, který však odmítl. Ať už tedy Chung-žen předal dharmu Chej-nengovi nebo Šen-siouvi, ani jeden z nich už učení oficiálně nikomu nepředal, a tak zanikla funkce patriarchy v čchanu. I když tento titul byl občas používán stoupenci některých škol pro význačné mistry jejich linie.